# FK Bodø/Glimt

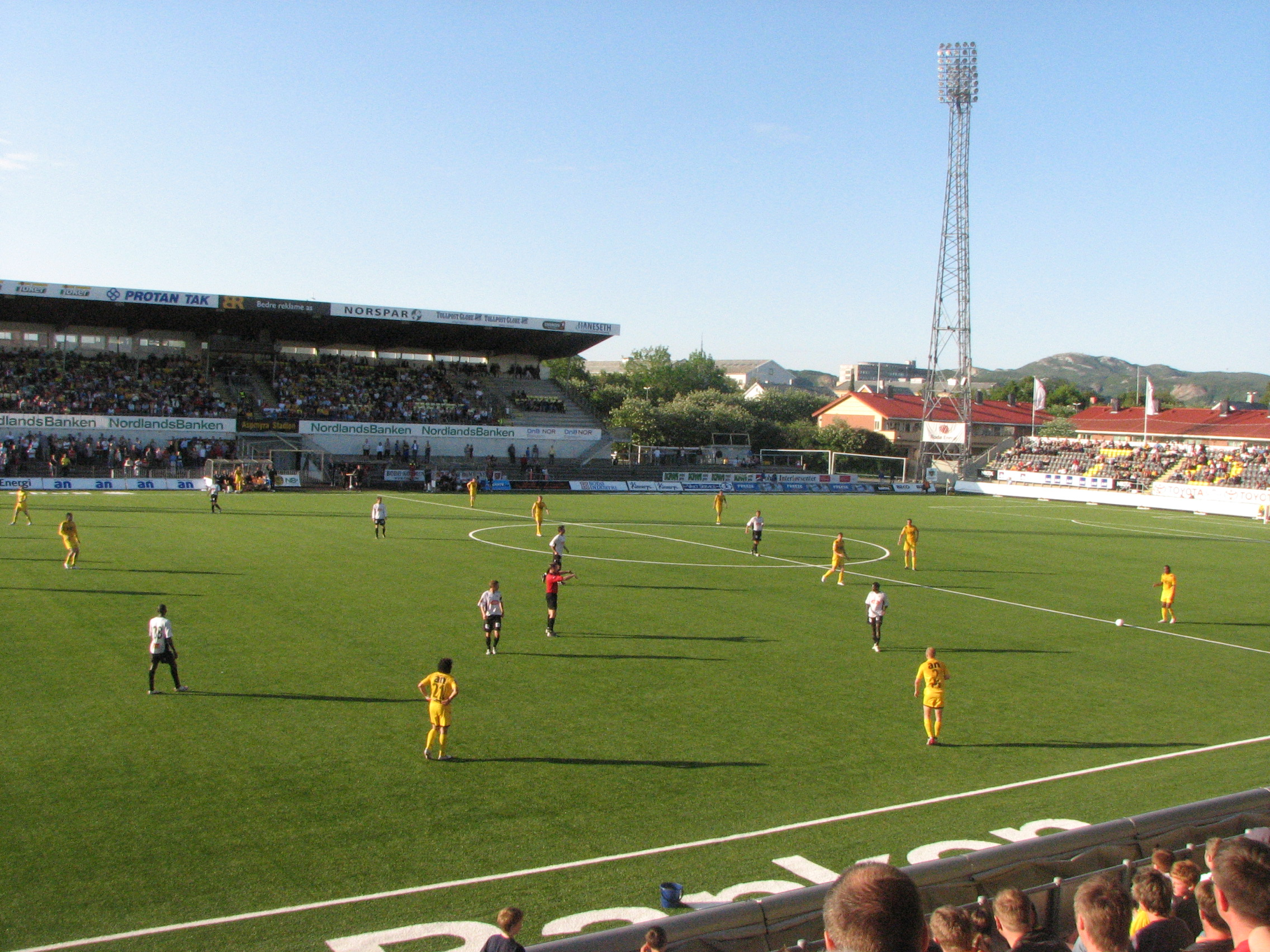
Aspmyra Stadion

FK Bodø/Glimt (celým názvem Fotballklubben Bodø/Glimt) je norský fotbalový klub z města Bodø založený 19. září 1916, letopočet založení je i v klubovém emblému. Klubové barvy jsou žlutá a černá.
Svá domácí utkání hraje na stadionu Aspmyra s kapacitou 8 270 diváků. Od sezóny 2018 hraje v norské nejvyšší lize Eliteserien (dříve Tippeligaen).
V roce 2020 poprvé vyhráli norskou ligu Eliteserien i díky své střelecké produktivitě s minimálně dvěma góly na utkání. Jistotu titulu zaručilo vítězství svěřenců trenéra Kjetila Knutsena 2:1 nad Stromsgodsetem koncem listopadu.

## Úspěchy
- 4× vítěz Eliteserien, 1. norské fotbalové ligové soutěže (2020, 2021, 2023, 2024)[2]
- 2× vítěz norského fotbalového poháru (1975, 1993)[3]

## Střety s českými fotbalovými kluby
Ve fotbalové sezóně 2023-24 se FK Bodø/Glimt střetl s Bohemians Praha 1905 a to v rámci 2. předkola Konferenční ligy. Oba zápasy skončily ve prospěch norského klubu. Doma zvítězili Norové 3:0, v Praze (hrálo se na stadionu Sparty) pak zápas skončil 2:4
V lednu 2024 sehrála s FK Bodø/Glimt přípravný zápas AC Sparta Praha a ve španělské Marbelle zvítězila 2:0. 

## Známí hráči
Viz též Kategorie:Fotbalisté FK Bodø/Glimt.
- Alo Bärengrub
- Mini Jakobsen